# Laurent Wolf
Laurent Wolf (nascido Laurent Debuire), (Toulouse, 16 de novembro de 1970) é um DJ e produtor de Electro-House. Autor de várias compilações que contêm suas próprias faixas e também seus remixes. Ele alcançou o topo das paradas com suas músicas : Saxo e Calinda. Wolf foi o vencedor da categoria de DJ's em 2008, World Music Awards com o single No Stress (tradução para o português : Não se estresse) com vocais de Eric Carter, chegou a primeiro lugar nas paradas musicais. Wolf também foi eleito 66º colocado no ranking de melhores DJ's do mundo.

## Singles
- 2001 "Octopussy" (Bootleg Records)
- 2002 "Afro-Dynamic Part 1" (Royal Drums)
- 2002 "Afro-Dynamic Part 2" (Royal Drums)
- 2002 "Afro-Dynamic Part 3" (Royal Drums)
- 2002 "Energy" (Royal Flush Special) com Michael Kaiser
- 2002 "Hear a Friend" (Royal Flush Special)
- 2002 "Oriental Dream" (Grain Of Groove)
- 2002 "Planar / Hear a Friend" (House Works)
- 2002 "Pump It Up" (Royal Flush Special)
- 2002 "Right All" (Royal Flush Special) com Michael Kaiser
- 2002 "Tiger" (Not On Label)
- 2002 "Together" (Royal Flush Special)
- 2003 "Afro-Dynamic Part 4" (Royal Drums)
- 2003 "Saxo" (Rise)
- 2003 "Saxo" (The Vocal Remixes) (Royal Drums)
- 2003 "Sunshine Paradise" (Royal Flush Special)
- 2003 "Sunshine Paradise EP" (Vendetta Records)
- 2003 "Together" (Remixes) (Royal Flush Special)
- 2003 "Work" (Royal Flush Special)
- 2003 "About That" (Darkness)
- 2003 "Rock Machine" (Darkness)
- 2006 "Another Brick" (Sony/BMG Records) com Fake
- 2008 "No Stress" (Sony/BMG Records) com Eric Carter
- 2008 "Wash My World" (Sony/BMG Records) com Eric Carter
- 2009 "Seventies" (Sony/BMG Records) com Mod Martin
- 2009 "Explosion" (Sony/BMG Records) com Eric Carter
- 2009 "Walk The Line" (Sony/BMG Records) vs. Johnny Cash

### Álbuns
- Prive (2003)

1. "Finally" (original mix)
2. "Only one" (original mix)
3. "Learn 2 love" (original mix)
4. "Young hearts" (original mix)
5. "Groove in on the 1" (club mix)
6. "Feel so good" (original extended mix)
7. "Party" (Junior Jack remix)
8. "Bel amour" (original mix)
9. "4 play" (original mix)
10. "Here we go" (Robbie Rivera mix)
11. "South beach theme" (R grey vocal mix)
12. "Shaker" (original mix)
13. "Planar" (original mix)

- Sunshine Paradise (2003)

CD 1
1. "Saxo"
2. "Sunshine Paradise"
3. "Calinda"
4. "About That"
5. "Sunshine Is Burning"
6. "Gallion"
7. "Together"
8. "Iyo"
9. "On The Music"
10. "Egyptian"
11. "Do Brazil"
12. "Happy Tv"

CD 2
1. "Feel My Drums"
2. "Bomba"
3. "Work"
4. "Flama"
5. "Afro-Dynamic"
6. "Bbc News"
7. "Sunshine Paradise" (Remix)
8. "Twister"
9. "Pump It Up"
10. "Percucion"
11. "Hear A Friend"
12. "Planar"

- Positiv Energy (2004)

1. "Rock Machine"
2. "Phunky Star"
3. "Love"
4. "Dancing"
5. "Morning Light"
6. "Diso Revenge 2004"
7. "Saxo"
8. "Calinda"
9. "Baccara"
10. "Brazilian Affair"
11. "Lyo"
12. "Sunshine Paradise"
13. "About That"
14. "Work"
15. "Opera House"

- Afrodynamic (2005)

1. "La Coca"
2. "Bomba"
3. "Afro Dynamic"
4. "Saxo Revenge"
5. "Lyo"
6. "Feel My Drums"
7. "Do Brazil"
8. "Saxo"
9. "Chicago"
10. "Saxo Revenge"
11. "Afro Master Tracks"

- Hollyworld (2006)

1. "Another Brick"
2. "It's Too Late"
3. "Hollyworld"
4. "I Don't Know"
5. "Yume"
6. "Quiet Time"
7. "Come On"
8. "High Up"
9. "My Heart"
10. "War"
11. "The Crow"
12. "Jungle"

- Wash My World (2008)

1. "No Stress" (Radio Edit)
2. "Wash My World"
3. "Seventies"
4. "My Song"
5. "Explosion"
6. "I Pray"
7. "Columbia" (Single Version)
8. "Spootnik"
9. "Why"
10. "No Stress" (Zen @ Acoustic)